# Escut dels Entença
L'escut de la casa d'Entença té el següent blasonament:
D'or, el cap de sable.

## Història
La casa d'Entença fou una antiga dinastia de la Corona d'Aragó que es va originar al poble del mateix nom, actualment a la Franja de Ponent, vers el segle xi.
Posteriorment, al segle xiii, va ser establerta la baronia d'Entença a certes zones del Priorat i les Terres de l'Ebre. Els barons d'Entença varen ser també co-senyors de Tortosa.
El camper d'or amb el cap de sable, armes dels barons d'Entença, es troba en alguns escuts de municipis actuals que havien estat antigament dins de la baronia.
Entre aquests cal esmentar l'escut de Vandellòs i l'Hospitalet de l'Infant, el de Marçà, el de Cornudella de Montsant, el de Garcia i el d'Ulldemolins, entre d'altres.